# Michel Jehuda Lefkowitz

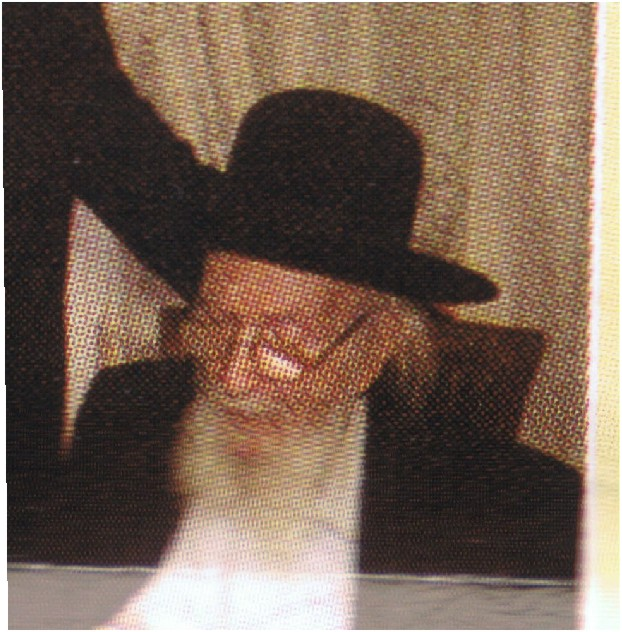
Raw Michel Jehuda Lefkowitz

Michel Jehuda Lefkowitz (geboren 1913 in Waloschyn; gestorben am 27. Juni 2011 in Jerusalem) war ein israelischer ultraorthodoxer Rabbiner der litauischen Richtung. Er war Leiter der Schulabteilung der Jeschiwa Ponevezh in Bne Brak und Mitglied des Rabbinischen Rates der ultraorthodoxen politischen Partei Degel HaTorah.

## Leben
Lefkowitz stammte aus dem litauischen, damals zu Russland, heute zu Belarus gehörenden Wolozin. Er wurde zuerst von seinem Vater unterrichtet und besuchte anschließend die Ramailes Jeschiwa in Wilna, wo er unter Schlomo Heiman studierte, dessen Schriften er später edierte.
1936 wanderte Lefkowitz nach Palästina aus und studierte an der Jeschiwa Chevron in Jerusalem. Danach wurde er Leiter der Schulabteilung der Jeschiwa Ponevezh, einer der führenden litauischen Jeschiwot in Israel, wo er über fünfzig Jahre lang unterrichtete. 
Lefkowitz gehörte zu den israelischen Rabbinern, die die Aufstände in der arabischen Welt von Ende 2010/Anfang 2011 mit einer religiösen jüdischen Deutung versahen, ebenso die Waldbrände in Israel von Dezember 2010: „Zuerst hat Gott Israel mit einem Feuer bestraft und ein Land, das sich groß und mächtig fühlt, war plötzlich auf Hilfe aus der ganzen Welt angewiesen. … Als sie [die politischen Führer Israels und seine Verbündeten] sich weiter für klug und allwissend hielten, hat Gott die Nationen aufgestört. Und so sind sie [die politischen Führer] denn wiederum verängstigt, weil sie diese Dinge nicht vorhersehen konnten und wissen nicht, was tun. Gott lacht sie aus und wartet darauf, dass sie seine Botschaft verstehen und klüger werden.“
Lefkowitz starb im Alter von 97 Jahren in Jerusalem und wurde in Bne Brak beigesetzt. An seiner Beerdigung nahmen zehntausende ultraorthodoxe Juden teil.